# Ramonda myconi
Ramonda myconi är en tvåhjärtbladig växtart som först beskrevs av Carl von Linné, och fick sitt nu gällande namn av Reichenb.. Ramonda myconi ingår i släktet Ramonda och familjen Gesneriaceae. Inga underarter finns listade i Catalogue of Life.

## Bildgalleri

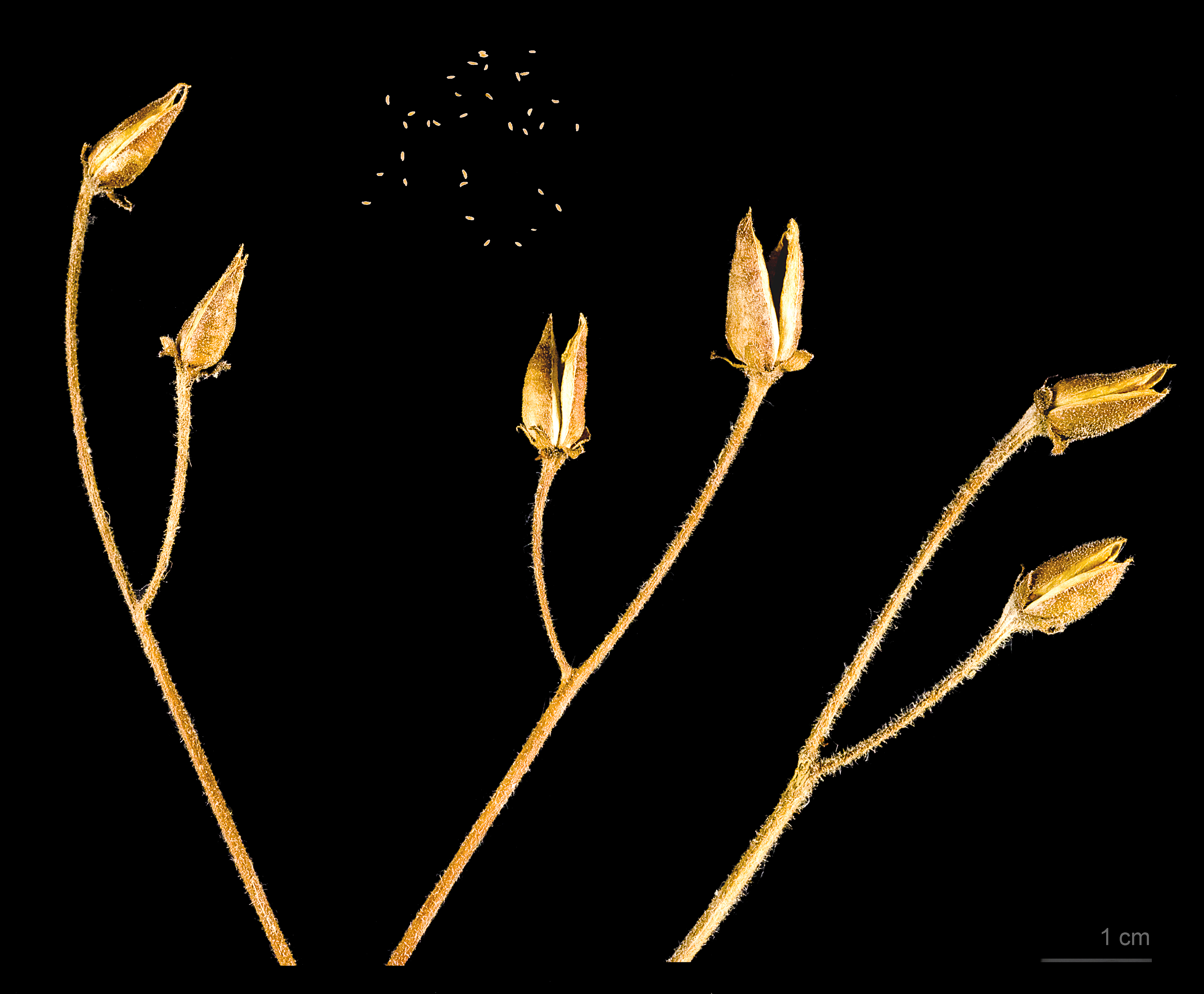
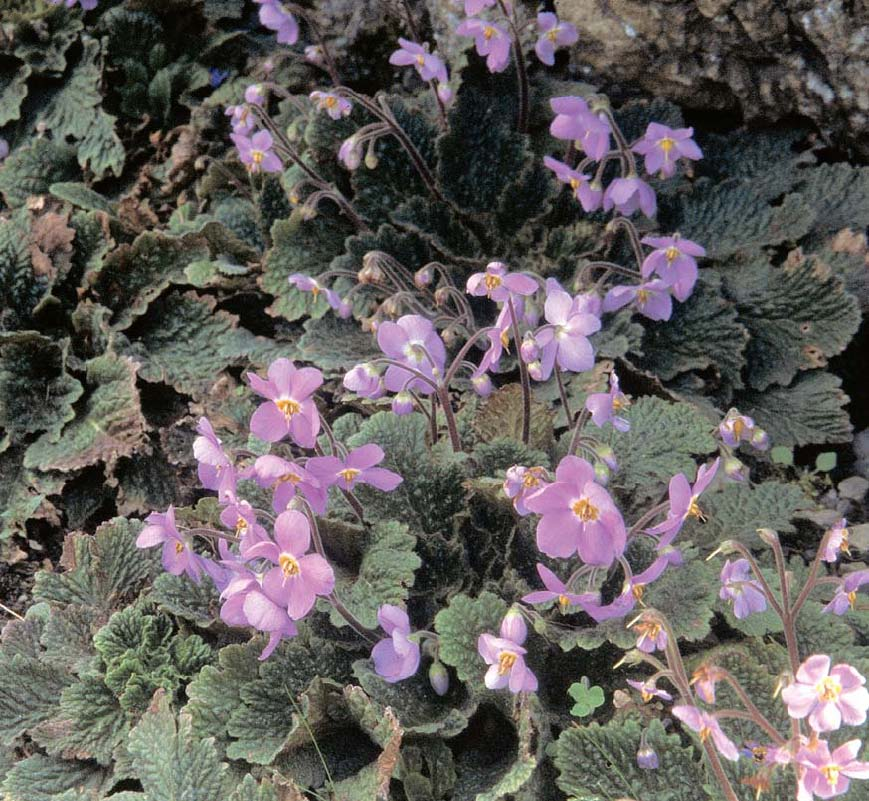
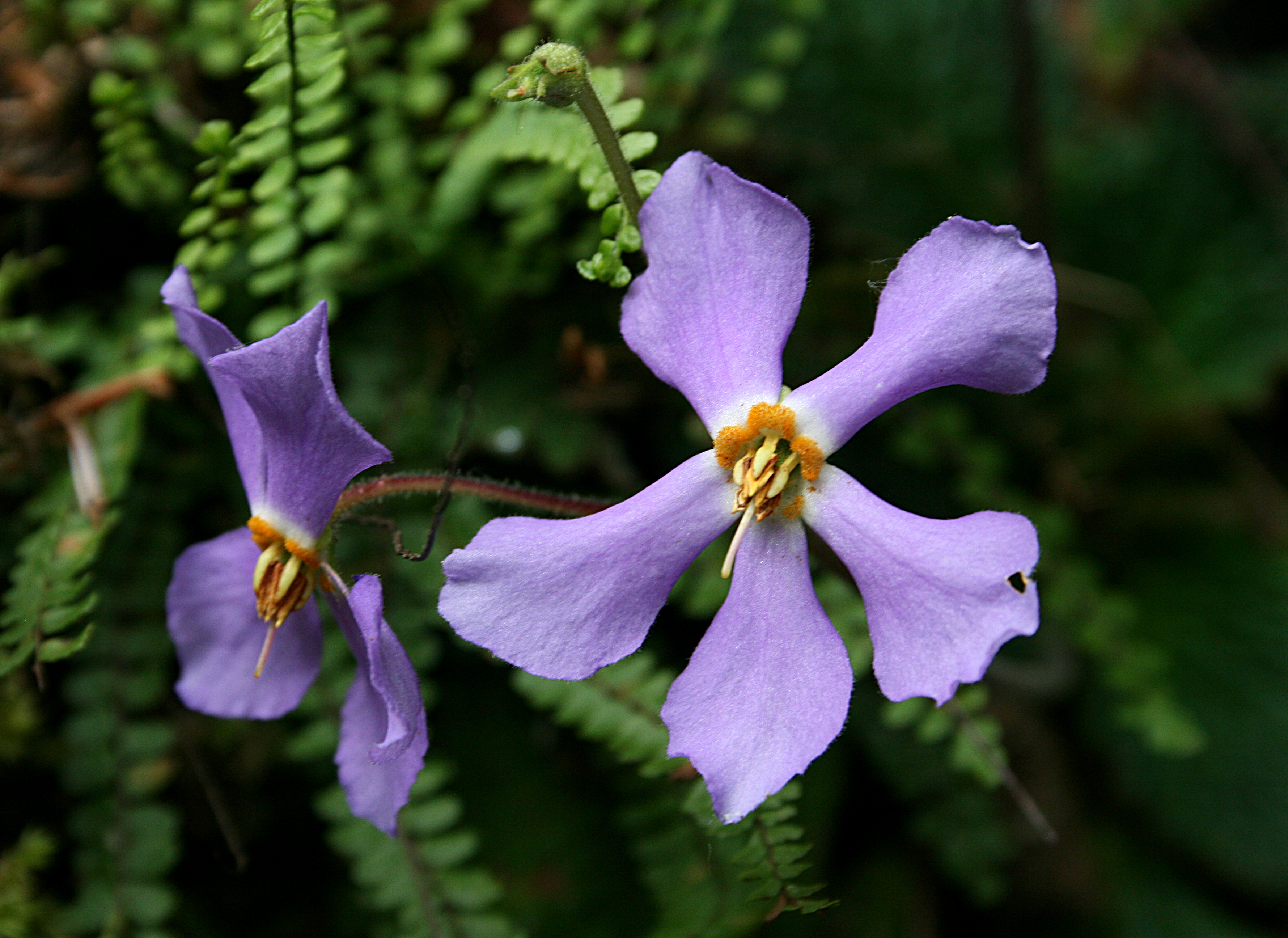
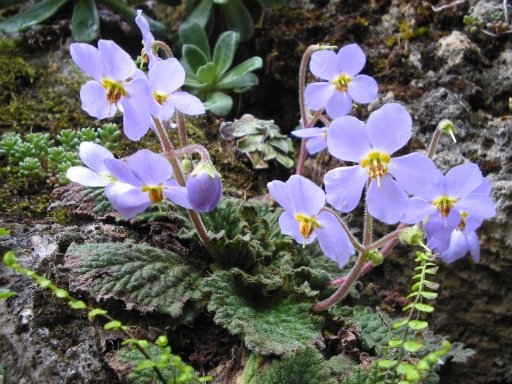
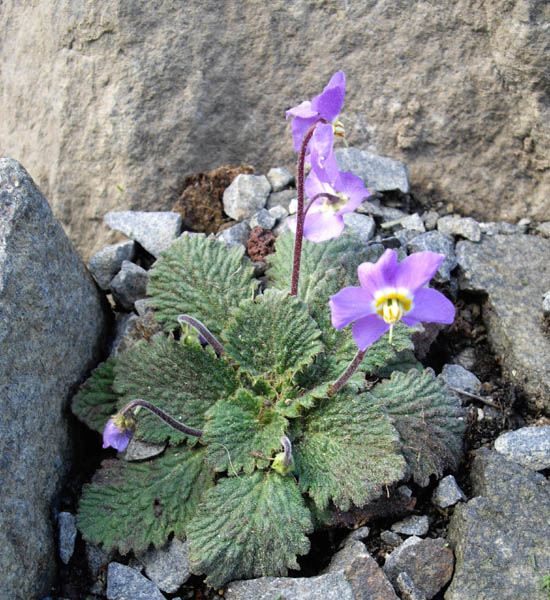
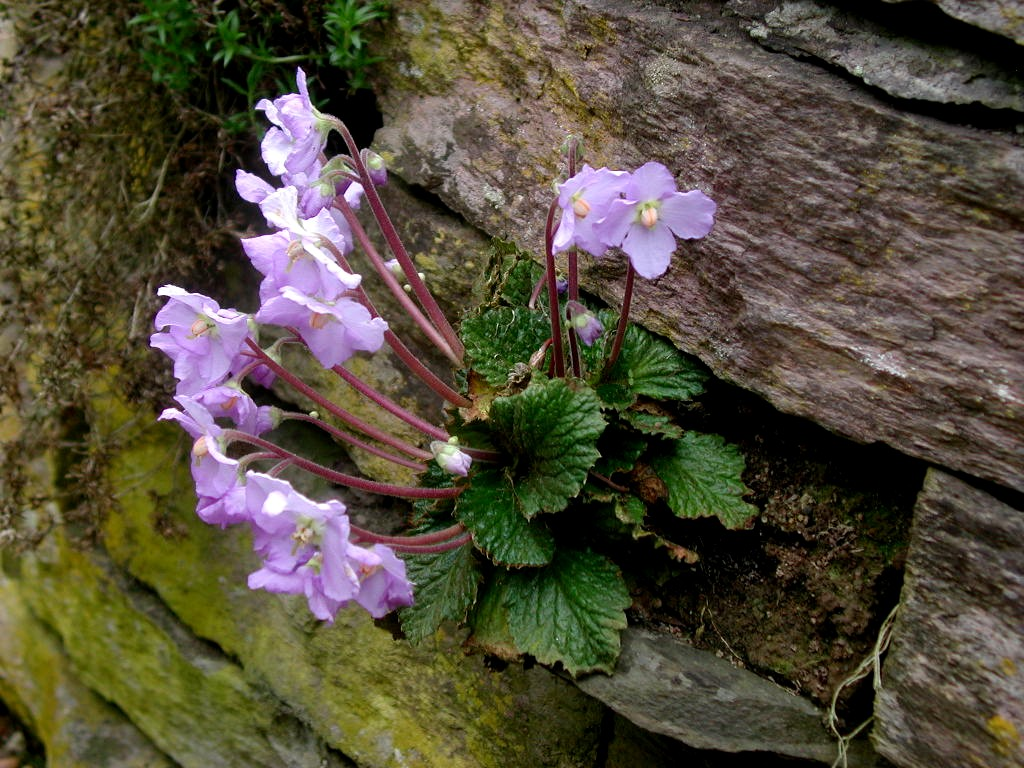